# フィドラーズ・グリーン
フィドラーズ・グリーン（Fiddler's Green） は、1990年にドイツで結成されたフォーク／アイリッシュ・パンクバンド。1990年11月に、初めてのライブを地元エアランゲンのフェスで行う。92年にはセルフ・タイトルの1stアルバム『フィドラーズ・グリーン』を自主制作で発売。その後バンドはメジャーレーベルとサインをするも、数枚のアルバムをリリースした後、自主レーベルでの活動に戻り成功する。ドイツを始めとしたヨーロッパ各国でアイリッシュ・パンク、アイリッシュ・ロックのシーンは勿論、ヴァッケン・オープン・エア、SUMMER BREEZE等のメタル・フェスティバルに登場し、フォーク・メタル・シーンでもその名を知られている。

## 概要
2009年に日本のアイリッシュ／フォーク・パンクのレーベル、Uncleowenから10枚目のオリジナル・アルバム『スポーツ・デイ・アット・キラルー』を日本盤リリース。その後、過去作品の再発を含むほぼ全てのオリジナル・アルバム、ライブ・アルバム、DVDを日本ではUncleowenからリリースしている。

## メンバー
- Rainer Schulz - Bass (1990–present)
- Ralf "Albi" Albers - Vocals, Guitar, Irish bouzouki, Mandolin (1990–present)
- Stefan Klug - Accordion, Bodhrán (1991–present)
- Tobias "Tobi" Anton Heindl - Fiddle, Vocal (2000–present)
- Frank Jooss - Drum, Percussion (2001–present)
- Patrick "Pat" Prziwara - Vocal, Guitar, Banjo, Sitar (2006–present)

## ディスコグラフィ
- フィドラーズ・グリーン （1st：1992）
- ブラック・シープ （2nd：1993）
- キング・シェパード （3rd：1995）
- Make Up Your Mind （EP：1996）
- On And On（4th：1997）
- Spin Around（5th：1998）
- Stagebox（ライブ盤CD：1999）
- アナザー・スカイ （6th：2000）
- フォーク・レイダー （7th：2002）
- ニュー・フォーク （8th：2003）
- セレブレイト！（ライブ盤CD：2005）
- Celebrate! DVD（ライブDVD：2005）
- Jubilate! DVD（ライブDVD：2005）
- ドライブ・ミー・マッド！ （9th：2007／日本盤2009年発売）
- スポーツ・デイ・アット・キラルー （10th：2009）
- フォークス・ノット・デッド （ライブ盤CD：2010）
- フォークス・ノット・デッドDVD （ライブDVD：2010）
- 突っ込め！スピード・フォーク！〜Wall Of Folk （11th：2011）
- Acoustic Pub Crawl（アコースティック・ライブ盤CD：2012）
- 天下分け目のスピード・フォーク〜WINNERS & BOOZERS （12th : 2013)
- 25 BLARNEY ROSES （25周年記念アルバム : 2015)
- 25 BLARNEY ROSES - LIVE IN COLOGNE (ライブ盤CD : 2015)
- DEVIL'S DOZEN （13th : 2016)
- HEYDAY （14th : 2019)
- Acoustic Pub Crawl Ⅱ-Live in Hamburg-Unplugged（アコースティック・ライブ盤CD：2020)
- 3 CHEERS FOR 30 YEARS (30周年記念カバーアルバム : 2020)
- SEVEN HOLY NIGHTS (クリスマスアルバム : 2022)
- THE GREEN MACHINE （15th : 2023.12.29)

## 来日公演
- 2017年初来日公演
  - 9月16日 梅田amHall, 9月17日 大須Rad Hall, 9月18日 恵比寿LIQUIDROOM
- 2019年再来日公演
  - 10月4日 赤羽ReNY alpha, 10月5日 大須Rad Hall, 10月6日 心斎橋Soma